# Baranowitschi-Offensive
1914

Ostpreußische Operation (Stallupönen, Gumbinnen, Tannenberg, Masurische Seen) – Galizien (Kraśnik, Komarów, Gnila Lipa, Lemberg,
Rawa Ruska) – Przemyśl – Weichsel – Krakau – Łódź – Limanowa–Lapanow – Karpaten
1915

Humin – Masuren – Zwinin – Przasnysz – Gorlice-Tarnów – Bug-Offensive – Narew-Offensive – Großer Rückzug – Nowogeorgiewsk – Rowno – Swenziany-Offensive
1916

Naratsch-See – Brussilow-Offensive – Baranowitschi-Offensive
1917

Aa – Kerenski-Offensive (Zborów) – Tarnopol-Offensive – Riga – Unternehmen Albion
1918

Operation Faustschlag – Krim
Die Baranowitschi-Offensive oder auch die Schlacht von Baranowitschi in Weißrussland führte im Juli 1916 zu einer verlustreichen Niederlage der Kaiserlich Russischen Armee.

## Vorgeschichte

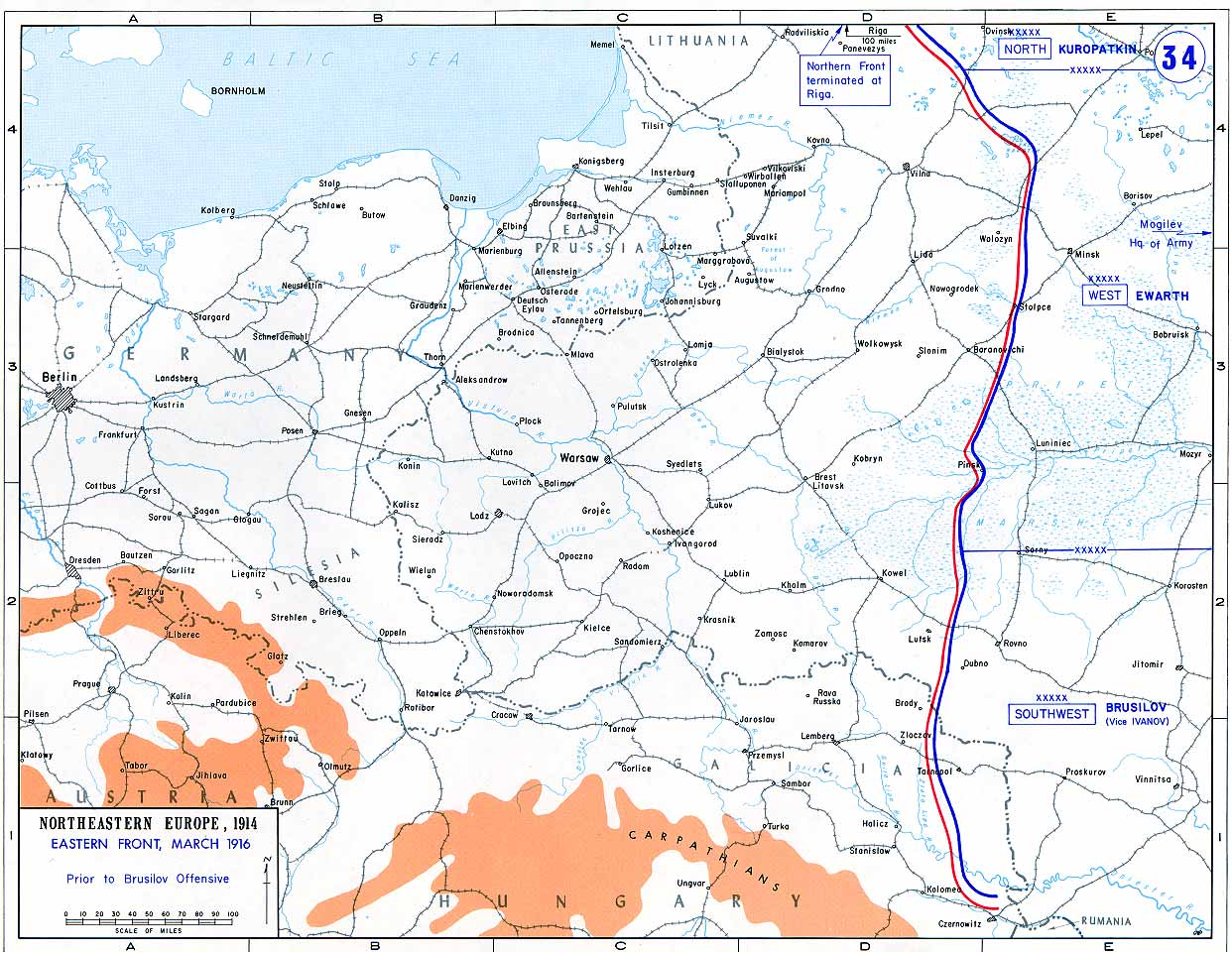
Die Ostfront vor den Offensiven, Pinsk und Kowel in den Prypjatsümpfe, südlich davon die Brussilow-Offensive und nördlich davon die Baranovichi-Offensive

Fast simultan zur Brussilow-Offensive im Südosten und der Schlacht an der Somme im Nordwesten und der Schlacht um Verdun im Südwesten war die Baranowitschi-Offensive eine großangelegte Offensive im Nordosten, die angelegt war, die Mittelmächte von allen Seiten her zu bedrohen und den Krieg noch in diesem Jahr siegreich zum Ende zu bringen.
Die deutsch-österreichische Heeresgruppe Linsingen erlitt durch die Angriffe der russischen Südwestfront unter General Brussilow im Raum Luzk schwere Verluste, die gesamte Front der k.u.k. 4. Armee war überrannt worden, deren Truppen fast komplett in Gefangenschaft geraten. Während dieser angespannten Lage im südlichen Abschnitt befahl die Stawka auch der russischen Westfront unter General Ewert, zum Angriff überzugehen. Ziel war es, nicht nur die deutsche 9. Armee daran zu hindern, ihre Reserven für den bedrohten Abschnitt im Süden freizumachen, sondern auch die zentrale Ostfront einzureißen. Der Hauptangriff der russischen 4. Armee unter Alexander Ragosa nordöstlich und südlich von Baranowitschi war dabei gegen die Front der Armeeabteilung Woyrsch gerichtet. Am südlichen Angriffsabschnitt hatte der Nordflügel der benachbarten 3. Armee unter General der Infanterie Leonid Lesch diesen Angriff durch taktische Vorstöße gegen die Front des deutschen Beskidenkorps zu unterstützen.

## Lage und Lokalität
Die Kampfräume der Baranowitschi-Offensive und der Brussilow-Offensive wurden durch die Prypjatsümpfe getrennt, die von beiden Seiten mit geringem Truppenaufwand zu halten und für weitreichende und umfassende militärische Aktivitäten ungeeignet waren.

## Schlachtverlauf

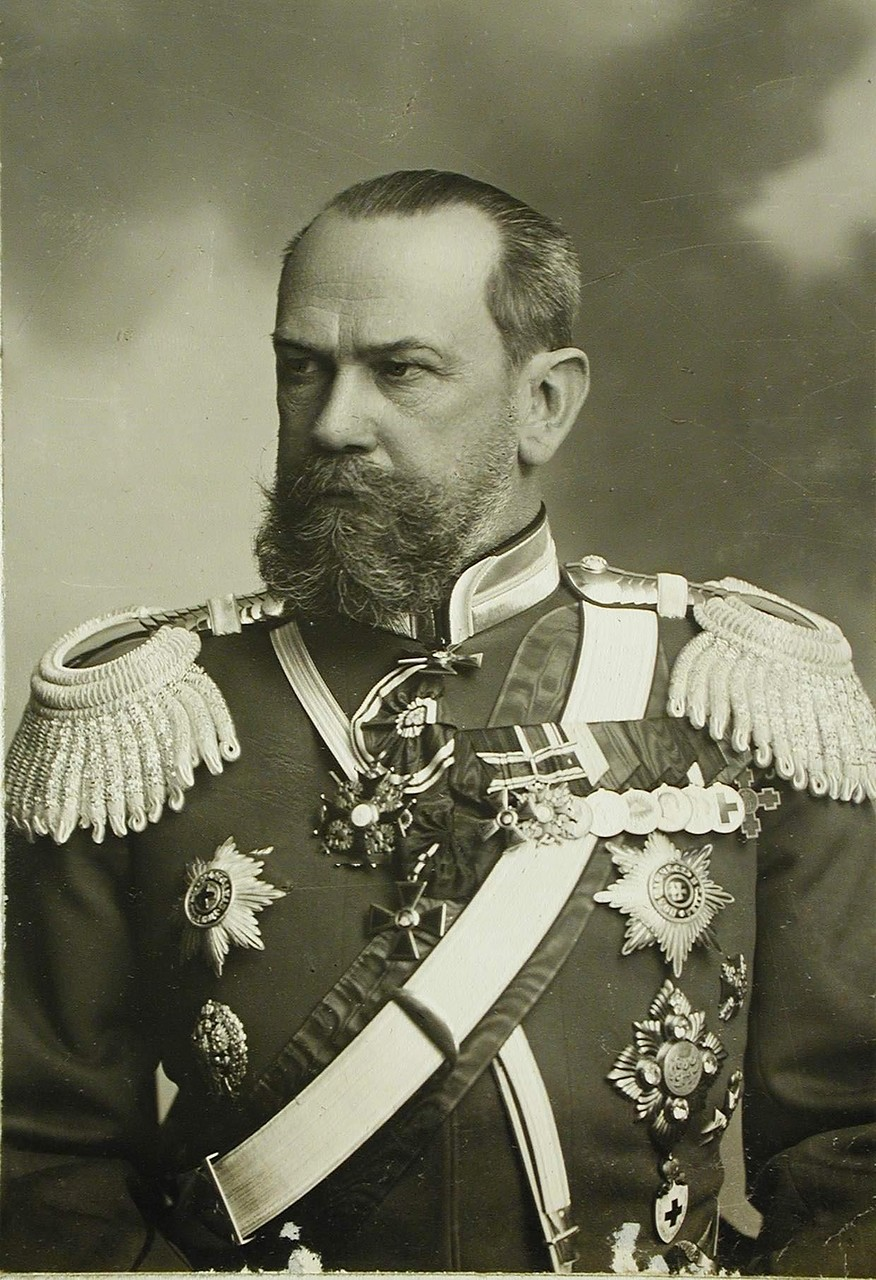
Alexei Ewert, Oberbefehlshaber der russischen Westfront

Am 2. Juli hatte General Ragosa seinen Aufmarsch beendet. Am Nordflügel des Angriffsgeländes gegenüber dem k.u.k. XII. Korps unter General von Henriquez war die russische 3. Grenadier-Division bis nördlich Zirin in Stellung gegangen. Dahinter bildete das zum Nachstoßen bereitgehaltene XXV. Armeekorps die Armeereserve.
Das III. Kaukasische Korps, mit der 21. Division vorne und der 52. Division im zweiten Treffen, war gegen die Linie zwischen Kartschewa und Serwetsch-Knie angesetzt. Gegenüber Skrobowa hatte das russische XXXV. Korps mit der 55. und 67. Division anzugreifen.
Anschließend folgte bis nach Saossje der Abschnitt des IX. Armeekorps (85. und 42. Division), dessen Gegner bildete das deutsche Landwehrkorps.
Nach Süden bis gegenüber dem Koldytschewo-See marschierte das russische Grenadierkorps auf: mit der 81. Division rechts, im Anschluss die 1. Grenadier-Division nördlich, die 2. südlich der Bahnlinie Kraschin—Baranowitschi vorbrechend. Gegenüber der deutschen 3. Landwehr-Division war das russische X. Korps (9. und 31. Division), auf dem linken Korpsflügel verstärkt mit der 11. sibirischen Division, eingesetzt.
Dahinter war als Durchbruchskorps das I. turkestanische Armee-Korps herangeführt worden.
Der russische Hauptstoß am 3. Juli traf die Stellungen der 3. Landwehr-Division im Abschnitt Darowo-Labusy. Auch das nördlicher stehende österreichische XII. Korps wurde bei Gorodischtsche heftig angegriffen, die Stellungen der österreichischen 16. und 35. Division zwischen der Wygoda und Skrbowa wurden durchbrochen. Der Gegenstoß der 5. Reserve-Division meisterte am 4. Juli die kritische Lage.
Am 5. Juli konnte auch beim Landwehrkorps nach der Wiedergewinnung der verlorenen Darowohöhe die Lage als wiederhergestellt betrachtet werden. Am 7. Juli wies die bei Kraschin-Odochowschschina angegriffene 4. Landwehr-Division die gegnerischen Durchbruchversuche ab. Zwischen 25. und 29. Juli 1916 erneuerten die russischen Truppen ihre Angriffe, welche von der 3. Landwehr-Division abermals abgeschlagen werden konnten.

## Folgen
Sie endete für die russischen Streitkräfte gleich wie die zuvor abgeschlossene Schlacht am Naratsch-See: Trotz vielfacher Überlegenheit ging die Schlacht für Russland mit dem Verlust vieler Soldaten verloren.